# 1675 en arts plastiques
| Années des arts plastiques : 1672 - 1673 - 1674 - 1675 - 1676 - 1677 - 1678    |
| Décennies des arts plastiques : 1640 - 1650 - 1660 - 1670 - 1680 - 1690 - 1700 |

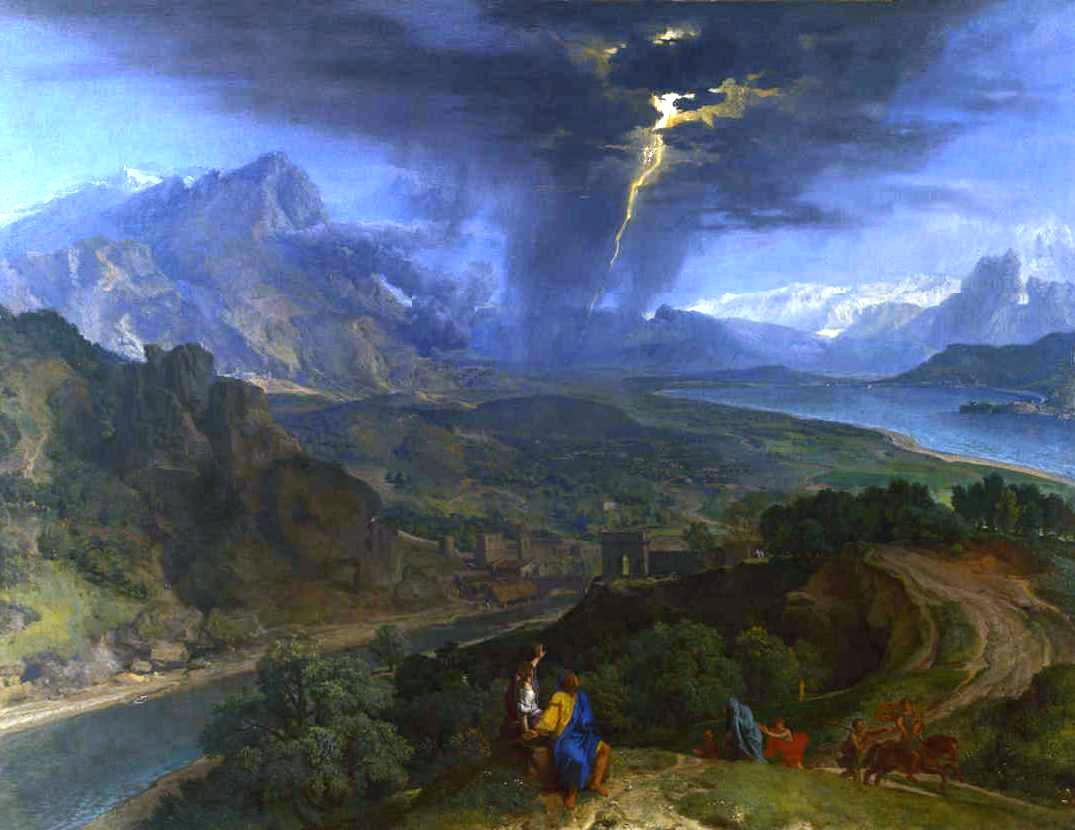
Paysage de montagne avec un éclair, toile de Francisque Millet.

Cette page concerne l'année 1675 en arts plastiques.

## Événements
- Publication en allemand du Teutsche Academie, dictionnaire biographique d'artistes de Joachim von Sandrart

## Naissances
- 29 avril : Giovanni Antonio Pellegrini, peintre rococo italien († 2 novembre 1741),
- 23 juin : Louis de Silvestre, peintre d’histoire et portraitiste français († 12 avril 1760),
- 25 juillet (ou 1676) : James Thornhill, peintre et décorateur anglais († 4 mai 1734),
- 7 octobre : Rosalba Carriera, peintre vénitienne († 15 avril 1757),
- 22 décembre : Sebastiano Galeotti, peintre italien († 1741),
- ? : Antonio Beduzzi, peintre, scénographe et architecte baroque italien († 1735).

## Décès
- 9 février : Gérard Dou, peintre néerlandais (° 7 avril 1613),
- 1er avril : Jean-Guillaume Carlier, peintre liégeois (° 3 juin 1638),
- 25 avril : Claude Lefèbvre, peintre français (° 12 septembre 1632),
- 27 mai : Gaspard Dughet, peintre français (° 15 juin 1615),
- 30 mai : José Claudio Antolinez, peintre espagnol (° 1635),
- 10 ou 18 juillet : Bertholet Flémal ou Flémalle, peintre et architecte liégeois (° 1614),
- 14 juillet : Daniel Hallé, peintre français (° 27 septembre 1614),
- ? août : Jacob Levecq, peintre néerlandais (° octobre 1634),
- 28 octobre : Hendrick Cornelisz. van Vliet, peintre néerlandais (° vers 1611),
- 8 novembre : Allaert van Everdingen, peintre et graveur néerlandais (° 18 juin 1621),
- 18 novembre : Claude Audran I, graveur français (° 1597),
- 23 novembre : Reyer van Blommendael, peintre néerlandais (° 27 juin 1628),
- 25 novembre : Giovanni Battista Caccioli, peintre italien (° 28 novembre 1623),
- 15 décembre : Johannes Vermeer, peintre néerlandais (° 1632),
- ? :
  - Francesco Boschi, peintre baroque italien (° 1619),
  - Filippo Brizzi, peintre baroque italien de l'école de Bologne (° 1603).